# Pampanga

Pampangas läge i Filippinerna

Pampanga är en provins i Filippinerna, belägen på ön Luzon. Pampanga ligger norr om huvudstaden Manila i regionen Centrala Luzon. Provinshuvudstaden är San Fernando. Norr om Pampanga ligger provinserna Tarlac och Nya Ecija, i sydost ligger Bulacan, i väst Bataan och Zambales. Söder om Pampanga ligger Manilabukten. Totalt har provinsen 2 127 900 invånare (2006) på en yta av 2 180,7 km². De två största språken i provinsen är tagalog och kapampangan.
Namnet Pampanga kommer ifrån det namn som folket kallades för, kampampangan, som ungefär betyder de som bor längs älvbredden.
Större städer och orter är Angeles City, Lubao, Mabalacat och San Fernando.

## Politisk indelning
Pampanga är indelat i två städer samt 20 kommuner.

### Städer
- Angeles City
- San Fernando

### Kommuner
| - Apalit - Arayat - Bacolor - Candaba - Floridablanca - Guagua - Lubao - Mabalacat - Macabebe - Magalang | - Masantol - Mexico - Minalin - Porac - San Luis - San Simon - Santa Ana - Santa Rita - Santo Tomas - Sasmuan (Sexmoan) |